# Farmington (Illinois)
Pour les articles homonymes, voir Farmington.
Farmington est une ville du comté de Fulton, dans l'Illinois, aux États-Unis. Elle est incorporée le 17 mars 1887.
Lors du recensement de 2010, la ville comptait une population de 2 448 habitants.

## Source de la traduction
- (en) Cet article est partiellement ou en totalité issu de l’article de Wikipédia en anglais intitulé « Farmington, Illinois » (voir la liste des auteurs).